# Travis Peterson
Travis James Peterson (Glendale, Arizona, 18 de mayo de 1985) es un jugador de baloncesto estadounidense. Con 2.08 metros de estatura, juega posición en la posición de ala-pívot.

## Trayectoria
Travis Peterson, tras formarse en la Universidad de Samford, tiene una dilatada carrera en las ligas de Europa del Este, donde llegó en 2008.
Tras jugar en el Hoverla de la liga de Ucrania, el Río Natura Monbús ficha al pívot en la recta final de la temporada, donde disputaría 12 partidos en las filas del Obradoiro destacó por su desparpajo y facilidad anotadora. Promedió 9.5 puntos y 3.2 rebotes por partido.
En 2014, firma con el Avtodor Saratov de Rusia. Durante la última campaña, Peterson ha sido el tercer máximo anotador de la Eurocup, y noveno máximo reboteador de la VTB, donde ha alcanzado los playoffs con su equipo, cayendo en cuartos de final.
Después de dos temporadas en Rusia, en mayo de 2016 ficha por el Valencia Basket hasta final de temporada para sustituir al lesionado Luke Sikma.